# This Wasn't Meant for You Anyway
This Wasn't Meant for You Anyway is het tweede studioalbum van de Engelse singer-songwriter Lola Young. Het album verscheen op 21 juni 2024.

## Opnames en productie
De opnames van het album vonden plaats in Los Angeles. De productie lag in handen van Solomonophonic. In een interview met Atwood Magazine zei Young dat hoewel ze altijd eerlijke teksten schrijft, ze met dit album haar kwetsbaarheden nog meer omarmde dan anders. Het schrijven ging haar zo makkelijk af dat het album al snel na voorganger My Mind Wanders and Sometimes Leaves Completely (2023) kon volgen. Young noemde haar debuutalbum een "project" omdat ze zich er niet klaar voor voelde om met een debuutalbum uit te komen; This Wasn't Meant for You Anyway zag ze wel als een volwaardig album.

## Ontvangst
Het album kon rekenen op een goede ontvangst. Kitty Empire van The Guardian waardeerde de combinatie van humor en kwetsbaarheid. Ze benoemde Youngs luchthartigheid en passieve agressie. Frederick Vandromme van Humo noemde This Wasn't Meant for You Anyway de "aangenaamste zomerplaat" van het jaar. De muziek werd door Sophie Williams van NME omschreven als weelderige soul met rauwe indiedeuntjes. Benjamin Jack van Sputnikmusic vatte het werk samen als "rauw, warm, persoonlijk, zuur van toon, poëtisch en - gezien Youngs jonge leeftijd - opmerkelijk volbracht."

## Tracklist
| 1.                 | Good Books         | 4:15 |
| 2.                 | Wish You Were Dead | 3:14 |
| 3.                 | Big Brown Eyes     | 3:38 |
| 4.                 | Conceited          | 3:59 |
| 5.                 | Messy              | 4:44 |
| 6.                 | Walk on By         | 3:35 |
| 7.                 | You Noticed        | 4:31 |
| 8.                 | Crush              | 3:47 |
| 9.                 | Fuck               | 2:44 |
| 10.                | Intrusive Thoughts | 2:31 |
| 11.                | Outro              | 1:14 |
| Totale duur: 38:12 |                    |      |

- MusicBrainz release group: 1f428f20-2d3b-4535-a11d-85d28aa37203